# Église de la Sainte-Face de Kliazma
L'église de la Sainte-Face, ou église du Saint-Mandylion (en russe : церковь Спаса Нерукотворного Образа в Клязьме) est une église orthodoxe de style art nouveau, achevée en 1916, située dans l'ancien village de Kliazma (actuellement quartier de la ville de Pouchkino), oblast de Moscou, no 20 rue Lermontov.

## Architecture
L'église a été construite par un marchand de la gilde du nom d'Ivan Alexandrovitch Alexandre, à ses frais. L'église présente un volume cubique, couronné de kokochniks et à côté duquel est adjoint, du côté ouest un clocher-mur pourvu de quinze cloches, garni de panneaux de majoliques.
L'édifice est d'un curieux style néo-russe (avec des touches Art nouveau), construit en l'honneur du 300e anniversaire de la dynastie Romanov par l'architecte Vasili Motyliov sur des dessins de Sergueï Vachkov (1879-1914), élève de Victor Vasnetsov , dans les années 1913-1916.
Cette église est la première en Russie pour laquelle a été utilisé du béton armé pour sa construction, ce qui ouvrait une nouvelle ère pour la construction des églises.
Après la révolution russe de 1917, l'église, le clocher et la coupole ont été détruits.

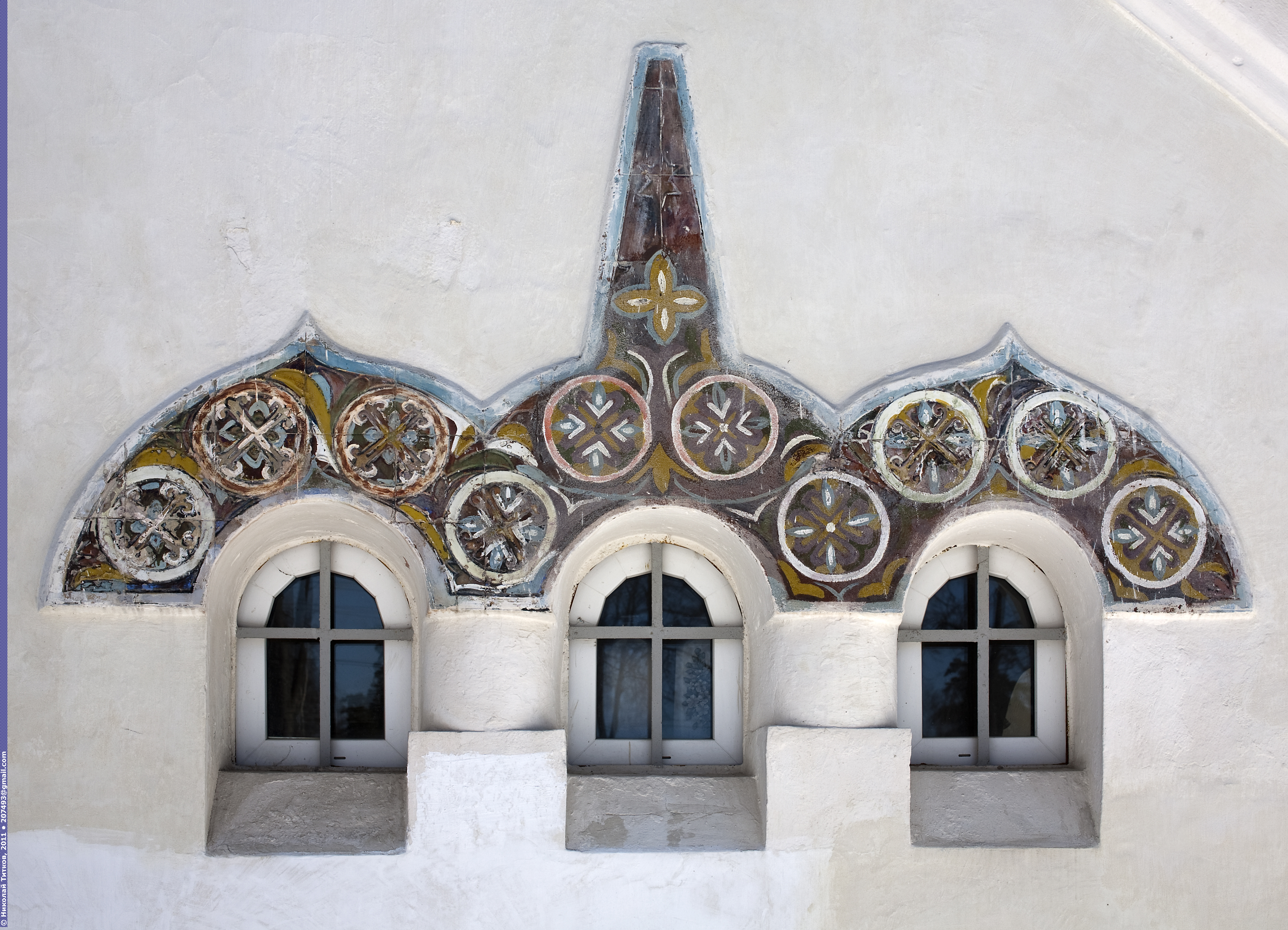
Ornementations en majolique.

## Histoire
À l'origine, l'église devait être consacrée religieusement mais, à la suite de l'arrivée des évènements liés à la révolution russe, elle ne le fut pas, et ne fut pas non plus utilisée pour le service liturgique.
En 1938, l'archiprêtre désigné pour l'église, Léonide Florenski, est arrêté et envoyé par le Goulag à Karaganda au Kazakhstan, où il meurt dans les années 1940.
À l'époque de l'Union soviétique, l'église servit d'appartement communautaire, de hangar, et une kommounalka est installée au 3e étage. Y prennent place également un camp de pionniers et un dépôt pour les décors du théâtre Alexandre Ostrovski.
En 1989, elle est rouverte, consacrée religieusement et restaurée.